# Gregorio Marañón
Gregorio Marañón (19. května 1887 Madrid — 27. března 1960 tamtéž) byl španělský lékař, psycholog, přírodovědec, historik a spisovatel, jeden z předních španělských intelektuálů 20. století.

## Život a dílo
Na studiích medicíny byl jedním z Marañónových učitelů Santiago Ramón y Cajal. Marañón se specializoval na endokrinologii a od roku 1931 byl profesorem na Universidad Complutense v Madridu. Byl členem Španělské královské akademie, kde díky svému širokému záběru působil hned v několika odděleních.
Marañón je autorem mnoha knih z oblasti medicíny, ale i psychologie (teorie emocí), historie a filosofie; vydával také eseje a vyjadřoval se k aktuálním problémům Španělska, vedl korespondenci s José Ortegou y Gassetem apod. Coby liberální humanista odmítal nejprve diktaturu Prima de Rivery a později zejména Frankův fašismus. Přikláněl se k levicovým republikánům, kritizoval však také španělské komunisty. Pro svou neústupnou kritiku frankistického režimu byl v letech 1936—1942 přinucen k pařížskému exilu.
Po Marañónovi byla pojmenována nemocnice a stanice metra v Madridu a množství ulic či škol.